# Кігаський сільський округ
Кіга́ський сільський округ (каз. Қиғаш ауылдық округі, рос. Кигашский сельский округ) — адміністративна одиниця у складі Курмангазинського району Атирауської області Казахстану. Адміністративний центр — село Кігач.
Населення — 1111 осіб (2021; 1104 у 2009, 396 у 1999, 659 у 1989).
Станом на 1989 рік село Діни Нурпеїсової перебувало у складі Аккольської селищної ради. За часи незалежності було утворено село Кігач, яке утворило Кігаський сільський округ, до нього було віднесено селище Нурпеїсової.

## Склад
До складу округу входять такі населені пункти:
| Населений пункт               | Колишні назви    | Населення, осіб (1989) | Населення, осіб (1999) | Населення, осіб (2009) | Населення, осіб (2021) |
| ----------------------------- | ---------------- | ---------------------- | ---------------------- | ---------------------- | ---------------------- |
| Кігач, село                   | -                | -                      | 396                    | 604                    | 787                    |
| Нурпеїсової, станційне селище | Діни Нурпеїсової | 659                    | 0                      | 500                    | 324                    |